# Tabla de la Ascensión
La llamada Reidersche Tafel o Tabla de la Ascensión es una de las representaciones más antiguas conocidas de la Resurrección y Ascensión de Cristo y, al mismo tiempo, la pieza más antigua que se exhibe en el Museo Nacional Bávaro (número de inventario MA 157). Es una talla de marfil que probablemente se realizó a finales de la antigüedad, alrededor del año 400 en Roma o Milán. El panel fue adquirido para el museo en 1860 por el coleccionista de arte Martin Joseph von Reider de Bamberg. Se exhibe en la sala 1 del museo, que está dedicada al arte desde la Antigüedad tardía hasta el Románico.

## Descripción de la imagen
La Reidersche Tafel se lee desde la parte inferior derecha. Hay tres mujeres en el borde de la imagen que cubren con su palla la cabeza en público, tradicional gesto de castidad romana. Estas son las tres santas mujeres que visitan la tumba de Cristo en la mañana de Pascua. En el borde izquierdo se muestra un joven sentado con toga, que mira a la derecha a las mujeres y las saluda con un gesto de bendición. Se trata del ángel que anuncia a las mujeres la resurrección de Cristo. Sobre el ángel, un edificio ocupa la parte central de la mitad izquierda de la imagen. El piso inferior es un edificio rectangular con una puerta de dos hojas, junto a la cual se puede ver una estatua en un nicho a la derecha. El piso superior es un tholos decorado con medallones. Contrariamente a la situación descrita en los Evangelios, el edificio que representa la tumba de Cristo se muestra con la puerta cerrada. Guardias con clámide están apoyados contra el edificio a izquierda y derecha. Mientras el guardia de la izquierda, armado con una lanza, mira alarmado, el de la derecha todavía duerme con la cabeza sobre los brazos.

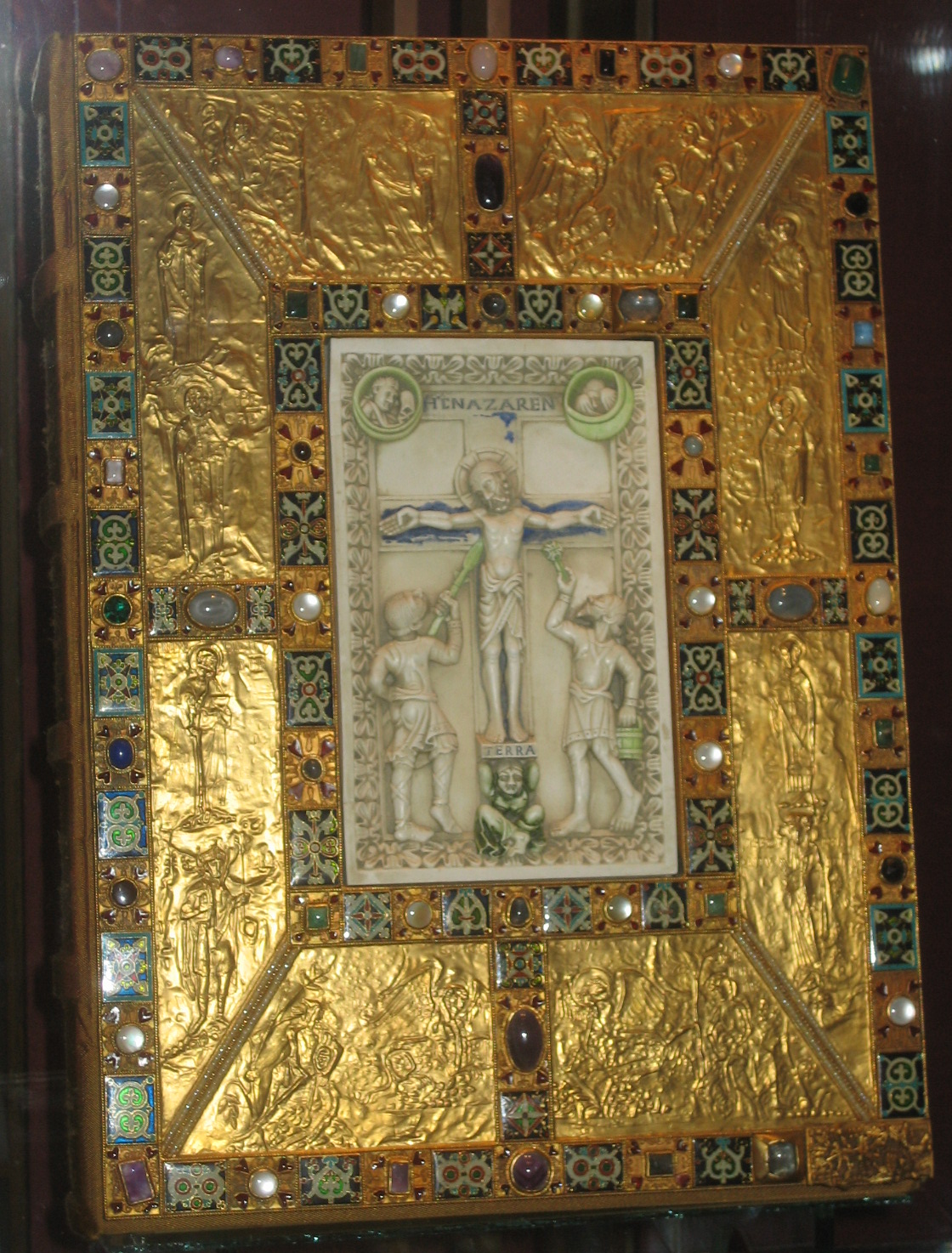
Encuadernación del Evangelio de Echternach.

En la mitad derecha de la imagen sobre las cabezas de las mujeres, se representan dos hombres al pie de una colina. El de la izquierda se acurruca y cubre su cabeza con ambas manos, en actitud de aflicción, mientras el de la derecha se arrodilla en posición orante y mira hacia arriba. Estas dos figuras son discípulos de Cristo. Encima de ellos dos, otra figura con toga con un nimbo alrededor de su cabeza y un pergamino en su mano sube la colina hacia la parte superior derecha de la imagen. Este es Cristo resucitado. Desde una nube, la mano de Dios toma la suya para llevarlo al Cielo. El arbolito que crece a la izquierda de la tumba se interpreta como un símbolo de la Iglesia cristiana, en la que cristianos judíos y cristianos gentiles, como los dos pájaros, encuentran su alimento espiritual en las ramas.

## Material y uso
La tabla Reider es una talla de marfil, en los bordes izquierdo y derecho de los cuales se pueden ver claramente ranuras, que revelan los bordes del marfil en el que se talló el panel. La talla se realizó principalmente en bajorrelieve. En el área de la arquitectura de la tumba y la mano del ángel, sin embargo, el material fue cincelado. En el árbol de la parte superior izquierda, los cortes son tan fuertes que las ramas sobresalen caladas.
Se pueden ver agujeros redondos en las cuatro esquinas de la tablilla, que muestran el uso original de la tabla Reider. La talla de marfil probablemente estaba incrustada sobre la encuadernación de un códice litúrgico, como puede verse, por ejemplo, en el Codex aureus Epternacensis. En la antigüedad tardía, los relieves de marfil estaban particularmente extendidos entre los dípticos consulares.

## Importancia histórica en el arte

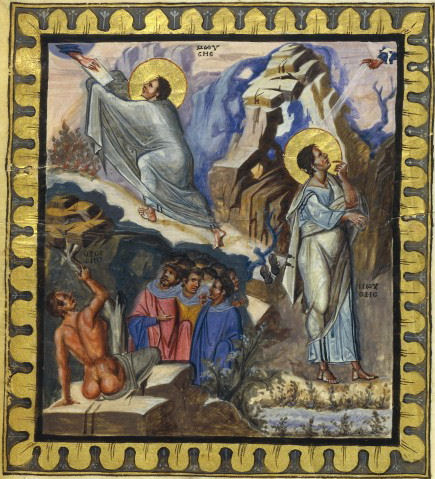
Dios le da las tablas de la ley a Moisés. Representación en el Salterio de París.

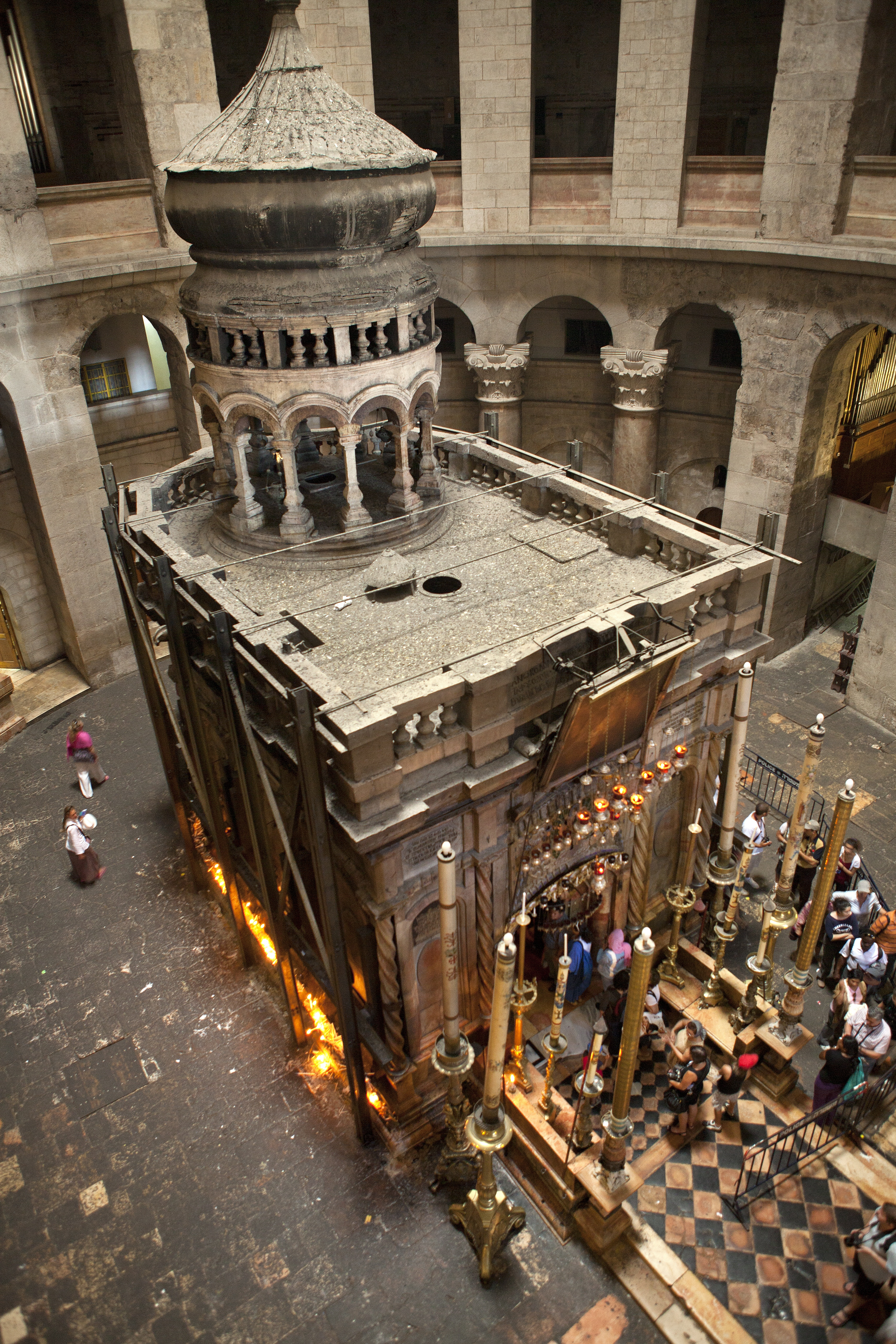
Capilla del Santo Sepulcro en Jerusalén.

La tabla Reider es un ejemplo del arte paleocristiano tal como se desarrolló en Italia en centros religiosos como Roma y Milán. Las imágenes se inspiran claramente en las de la antigüedad romana, como se puede ver en la ropa y los gestos de las personas retratadas. Formalmente, las figuras están diseñadas de acuerdo con el arte teodosiano. En el arte paleocristiano se observan dos tendencias, una la denominada escuela de Alejandría, que conserva el naturalismo grecorromano y presenta un Cristo joven, imberbe, apolíneo a la que esta tabla pertenece, y la otra la denominada escuela siria con un mayor esquematismo y un Cristo adulto y barbado que será la que adopte el arte bizantino y medieval. El milagro pascual con el ángel y las tres mujeres en la tumba muestra un tipo que se mantuvo hasta entrada la Alta Edad Media y en siglos posteriores representaciones similares de un hombre con toga que tiene contacto con una mano en el cielo, servirá para representaciones de la entrega de las tablas de la ley a Moisés en el Sinaí, como en el Salterio de París.
El panel también cuenta con un valor histórico-artístico en la medida en que posiblemente proporciona una representación realista de la Iglesia del Santo Sepulcro en Jerusalén, consagrada en 335 tal y como aparecía en la época constantiniana. También es digna de mención la representación del rollo que Cristo lleva en la mano, mientras que la tablilla en sí estaba destinada a la cubierta de un libro. En este sentido, la obra de arte marca un momento en el que los textos escritos sufrieron un cambio de soporte. Si bien los rollos de papiro eran comunes en la antigüedad, los códices escritos en pergamino dominaron desde inicios de la Edad Media.

### Tallas de marfil comparables en otros museos y colecciones
- Díptico de marfil con escenas de la Pasión de Cristo en el Tesoro de la Catedral de Milán
- Caja de marfil de 420-430 en el Museo Británico
- Díptico de Harrach alrededor del 800 en el Museo Schnütgen
- Talla de marfil alrededor de 870 en el Museo Metropolitano de Arte
- Tallado de marfil alrededor de 870-880 en el Museo de Arte Walters
- Talla de marfil del siglo IX. siglo en el World Museum Liverpool
- Talla de marfil de principios del siglo X. siglo en el Museo Metropolitano de Arte
- Talla de marfil alrededor de 1100 en el Museo diocesano del Duomo di Salerno
- Talla de marfil alrededor de 1140-1160 en el Museo Metropolitano de Arte
- Talla de marfil alrededor de 1150-1175 en el Museo Schnütgen
- Talla de marfil de finales del siglo XII. siglo en el World Museum Liverpool

## Enlaces web
- El Reidersche Tafel en la base de datos de objetos del Museo Nacional de Baviera
- Consideraciones teológicas sobre la tabla Reider en pfarrbriefservice.de
- La Reidersche Tafel en una galería de imágenes sobre la Ascensión de Cristo en el arte en evangelisch.de
- Margaret Duffy: iconografía de la resurrección: las mujeres en la tumba de Ad Imaginem Dei
- Lindsey Hansen: Acts of Witnessing: The Munich Ivory of the Ascension, Medieval Visuality and Pegrimage at Hortulus - The Online Graduate Journal of Medieval Journals